# Eureka Technology Park
Eureka Technology Park – utworzony w 2010 r. w Poznaniu park naukowo-technologiczny. 
Celem Eureka Technology Park (ETP) jest wspieranie działalności gospodarczej opartej na wiedzy, poprzez pomoc we wdrażaniu innowacyjnych rozwiązań. Tak prowadzona działalność przyczynia się zwiększenia efektywności wykorzystania wyników badań naukowych dla potrzeb gospodarki oraz tworzenia nowoczesnych technologii w praktyce gospodarczej i społecznej.
W styczniu 2012 r. spółka Eureka Technology Park oddała do użytku budynek nowoczesnego Parku Naukowo-Technologicznego, który zapewni jego uczestnikom warunki sprzyjające rozwojowi i wdrażaniu innowacyjnych rozwiązań. Budynek powstał w podpoznańskiej Dąbrowie.